# Балюк, Марк Николаевич
Марк Николаевич Балюк (1909—1980) — генерал-майор Советской Армии, участник Великой Отечественной войны.

## Биография

Могила Балюка на Лукьяновском военном кладбище Киева.

Марк Балюк родился в 1909 году в селе Липки (ныне — Попельнянский район Житомирской области Украины). В 1931 году он был призван на службу в Рабоче-крестьянскую Красную Армию.
С июня 1943 года Балюк находился в действующих частях на фронтах Великой Отечественной войны. Первоначально в звании подполковника занимал должность члена Военного Совета оперативной группы гвардейских миномётных частей Центрального фронта. Во время боевых операций, проводимых частями 13-й, 48-й, 60-й, 65-й и 70-й армий, Балюк лично находился на передовой и руководил действиями гвардейских миномётных частей.
Позднее гвардии полковник Марк Балюк служил заместителем по политической части командира — начальника политотдела 10-го артиллерийского корпуса прорыва Резерва Главного Командования 1-го Украинского фронта. Участвовал в боях за освобождение Польши, в том числе особо отличился во время сражений в районе Сандомира и форсирования Одера, за что 27 января 1945 года командиром корпуса гвардии генерал-лейтенантом Кожуховым был представлен к ордену Ленина, однако вышестоящее командование снизило статус награды до ордена Красного Знамени.
После окончания войны Балюк продолжил службу в Советской Армии. В 1953 году ему было присвоено воинское звание гвардии генерал-майора. Избирался депутатом Верховного Совета Украинской ССР 3-го и 4-го созывов. Служил на высоких партийно-политических должностях в частях противовоздушной обороны Советской Армии. После увольнения в запас проживал в Киеве. Умер в 1980 году, похоронен на Лукьяновском военном кладбище Киева.
Был награждён тремя орденами Красного Знамени, орденом Отечественной войны 2-й степени, двумя орденами Красной Звезды, орденом «Знак Почёта» и рядом медалей.